# Therdonne
Therdonne est une commune française située dans le département de l'Oise, en région Hauts-de-France.

## Géographie

### Localisation

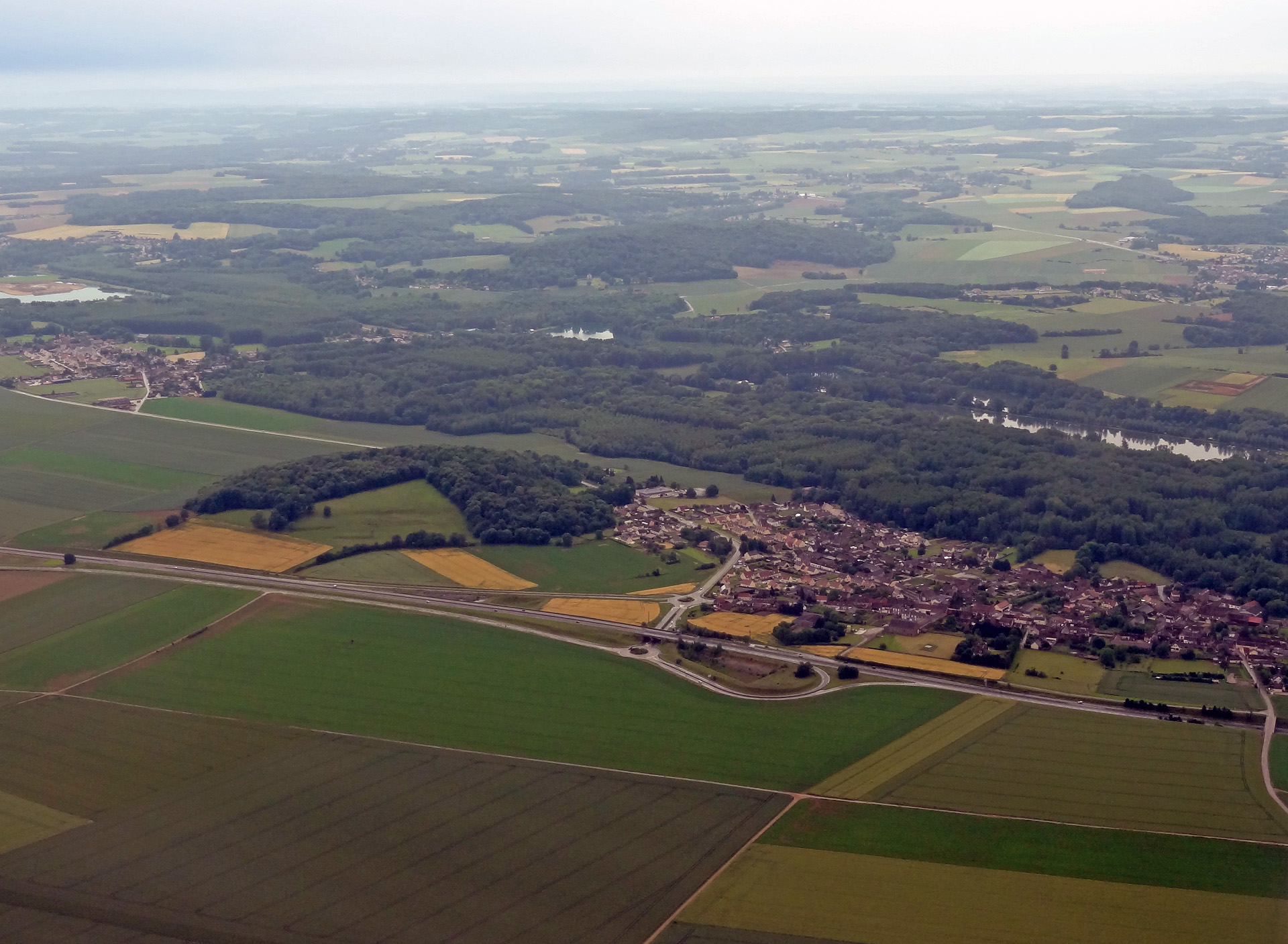
Vue générale.
Au premier plan, la Route Nationale 31.

Therdonne est une commune périurbaine picarde du Beauvaisis, jouxtant à l'est Beauvais.

### Hydrographie

#### Réseau hydrographique
La commune est située dans le bassin Seine-Normandie. Elle est drainée par le Thérain, le Fossé d'Orgueil, le Wage et divers bras du Thérain,,.
Le Thérain, d'une longueur de 94 km, prend sa source dans la commune de Gaillefontaine et se jette  dans l'Oise à Saint-Leu-d'Esserent, après avoir traversé 43 communes. Les caractéristiques hydrologiques du Thérain sont données par la station hydrologique située sur la commune de Beauvais. Le débit moyen mensuel est de 5,45 m3/s. Le débit moyen journalier maximum est de 37 m3/s, atteint lors de la crue du 22 mars 2001. Le débit instantané maximal est quant à lui de 39,8 m3/s, atteint le 25 mars 2001.
Le Fossé d'Orgueil, d'une longueur de 12 km, prend sa source dans la commune de Saint-Sulpice et se jette  dans le Thérain sur la commune, après avoir traversé cinq communes. 

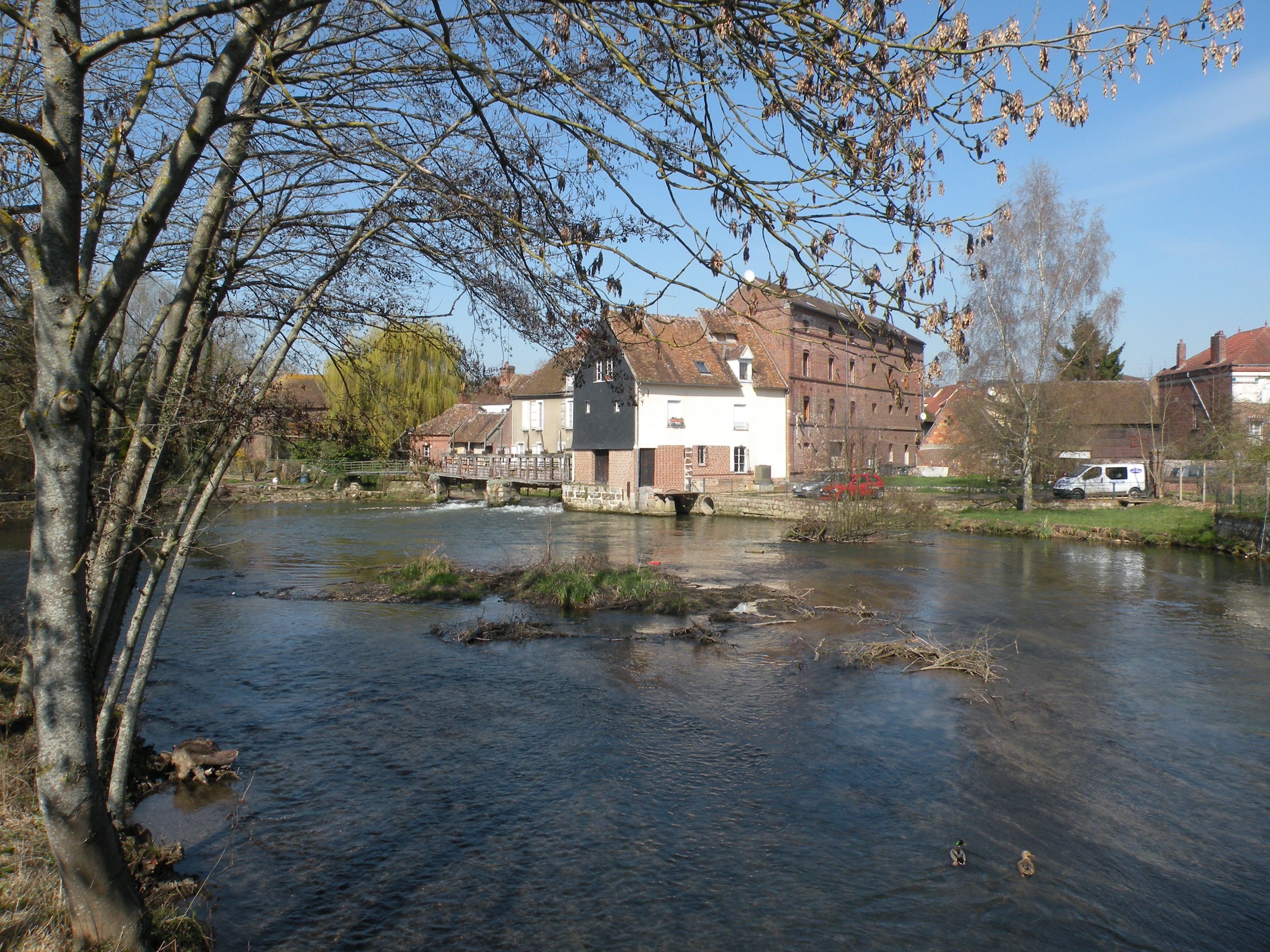
Le Moulin de Therdonne en 2011.
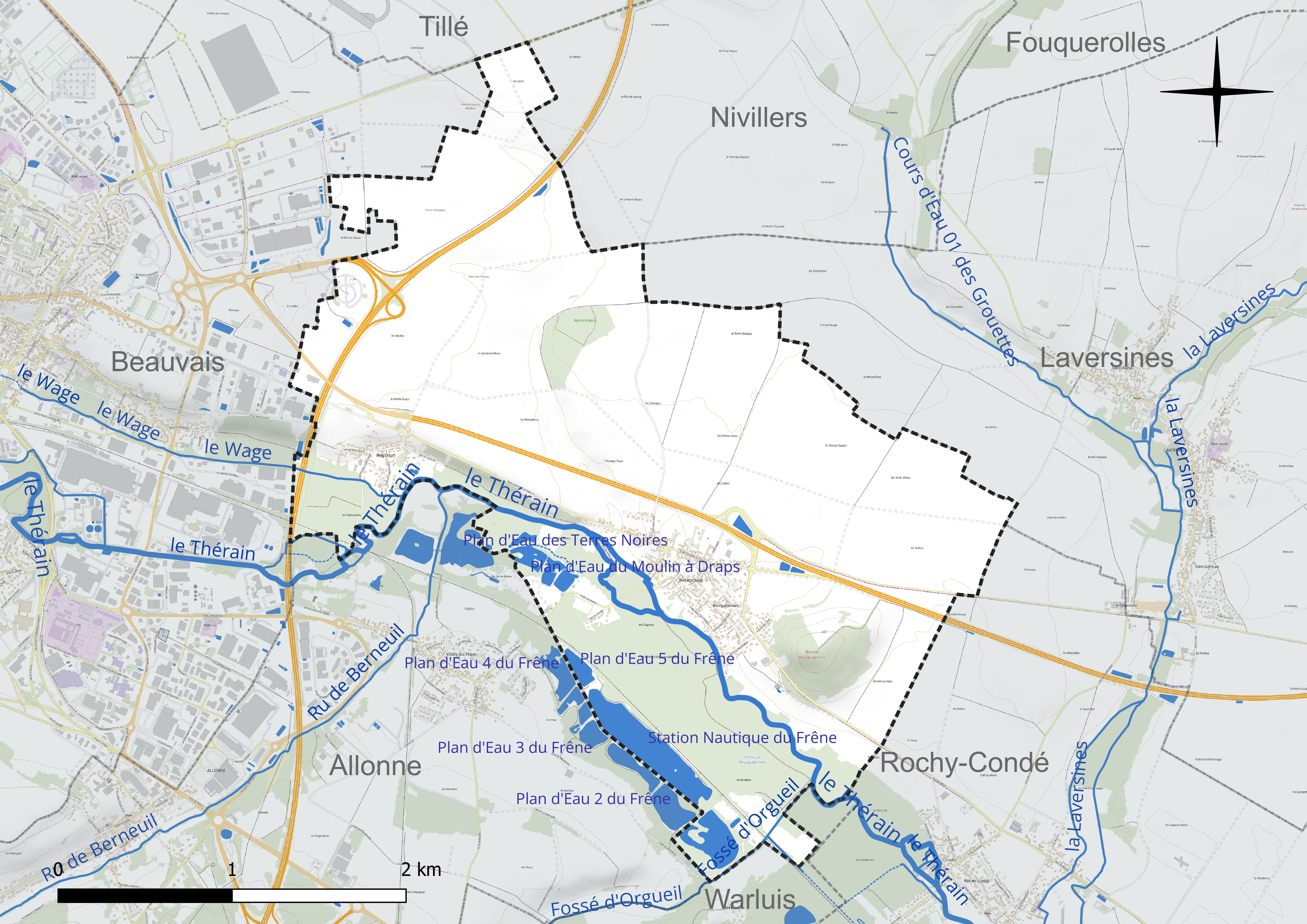
Réseau hydrographique de Therdonne.

Quatre plans d'eau complètent le réseau hydrographique : la station Nautique du Frêne (12,9 ha), le plan d'eau 1 du Frêne (5,4 ha), le plan d'eau 5 du Frêne (1,7 ha) et le plan d'eau du Moulin à Draps (4,4 ha),.

#### Gestion et qualité des eaux
Le territoire communal est couvert par le schéma d'aménagement et de gestion des eaux (SAGE) « Sensée ». Ce document de planification concerne un territoire de 1 219 km2 de superficie, délimité par le bassin versant du Thérain. Le périmètre a été arrêté le 27 janvier 2023 et le SAGE proprement dit est, en 2024, en cours d'élaboration. La structure porteuse de l'élaboration et de la mise en œuvre est le syndicat intercommunal de la Vallée du Thérain (SIVT). 
La qualité des cours d'eau peut être consultée sur un site dédié géré par les agences de l'eau et l'Agence française pour la biodiversité. 

### Climat
Pour des articles plus généraux, voir Climat des Hauts-de-France et Climat de l'Oise.
En 2010, le climat de la commune est de type climat océanique dégradé des plaines du Centre et du Nord, selon une étude du CNRS s'appuyant sur une série de données couvrant la période 1971-2000. En 2020, Météo-France publie une typologie des climats de la France métropolitaine dans laquelle la commune est exposée à un climat océanique et est dans la région climatique  Nord-est du bassin Parisien, caractérisée par un ensoleillement médiocre, une pluviométrie moyenne régulièrement répartie au cours de l'année et un hiver froid (3 °C). 
Pour la période 1971-2000, la température annuelle moyenne est de 10,7 °C, avec une amplitude thermique annuelle de 14,5 °C. Le cumul annuel moyen de précipitations est de 638 mm, avec 11,1 jours de précipitations en janvier et 7,6 jours en juillet. Pour la période 1991-2020, la température moyenne annuelle observée sur la station météorologique la plus proche, située sur la commune de Tillé à 6 km à vol d'oiseau, est de 11,0 °C et le cumul annuel moyen de précipitations est de 655,5 mm,. Pour l'avenir, les paramètres climatiques de la commune estimés pour 2050 selon différents scénarios d'émission de gaz à effet de serre sont consultables sur un site dédié publié par Météo-France en novembre 2022.

## Urbanisme

### Typologie
Au 1er janvier 2024, Therdonne est catégorisée commune rurale à habitat dispersé, selon la nouvelle grille communale de densité à sept niveaux définie par l'Insee en 2022.
Elle est située hors unité urbaine. Par ailleurs la commune fait partie de l'aire d'attraction de Beauvais, dont elle est une commune de la couronne,. Cette aire, qui regroupe 162 communes, est catégorisée dans les aires de 50 000 à moins de 200 000 habitants,.

### Occupation des sols
L'occupation des sols de la commune, telle qu'elle ressort de la base de données européenne d'occupation biophysique des sols Corine Land Cover (CLC), est marquée par l'importance des territoires agricoles (75,3 % en 2018), en diminution par rapport à 1990 (76,5 %). La répartition détaillée en 2018 est la suivante : terres arables (66,7 %), forêts (14,3 %), zones agricoles hétérogènes (7,2 %), zones urbanisées (5,6 %), eaux continentales (4,5 %), prairies (1,4 %), zones industrielles ou commerciales et réseaux de communication (0,2 %). L'évolution de l'occupation des sols de la commune et de ses infrastructures peut être observée sur les différentes représentations cartographiques du territoire : la carte de Cassini (XVIIIe siècle), la carte d'état-major (1820-1866) et les cartes ou photos aériennes de l'IGN pour la période actuelle (1950 à aujourd'hui).

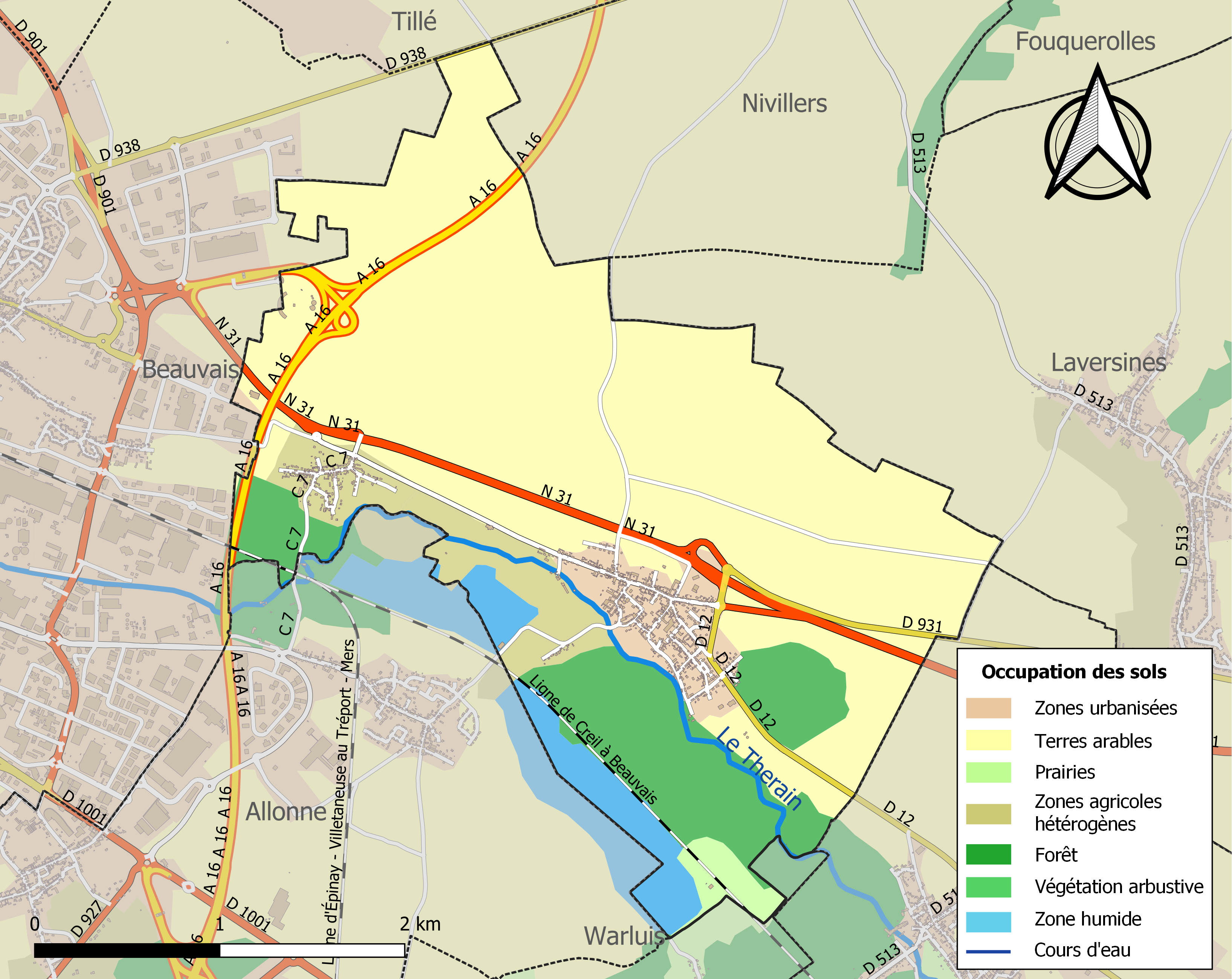
Carte des infrastructures et de l'occupation des sols de la commune en 2018 (CLC).

## Toponymie
Le nom de Therdonne est attesté sous différentes graphies au cours de l'histoire :  Taraonas en 1153, Tardonnas en 1198, Tardonne, Therdonne, et Saint-Ouen : Saint-Ouin, Saint-Oyen de Tardonne, Sanctus Audoenus.
Comme beaucoup de villes qui tirent leur nom d'un cours d'eau, Therdonne prend son nom de la rivière qui la traverse et de ce qui la caractérise en ce lieu. En effet littéralement, Therdonne vient de l'adjonction des mots tarda et onna. Tarda (tardus, a, um : adjectif) signifie lent et marque le fort ralentissement de ses eaux, de son cours d'eau (onna, fleuve) : le Thérain qui connaît ici son plus faible dénivelé, est par conséquent fortement ralenti sur son parcours. Cependant, on peut y voir avec tout autant de raison le nom du Therain, jadis Tara, associé à l'appellatif duna, ville, employé au féminin comme dans Brionne, semble-t-il.
Le hameau de Wagicourt est attesté aussi sous les formes du français central avec [g] : Guatigiricurtis, Gagicort, Gagicourt et Vuagicourt (1782). Aujourd'hui certains GPS nomment Wagicourt de manière erronée : « Wajicourt ». Il s'agit d'un nom en court, précédé du nom de personne germanique Wadgarius.

### Voies de communication et transports
La commune est desservie par :
- la sortie  15 de l'autoroute A16 dont l'échangeur est situé sur la commune. On accède à la commune en prenant la N 31 en direction de Compiègne et en sortant tout de suite pour le hameau de Wagicourt ou la sortie suivante pour le village ;
- l'ancienne route Royale Beauvais-Clermont devenue N 31 traversait le village, jusqu'à la mise en place de la quatre voie actuelle {{ref nécessaire}}, 2 accès desservent la commune (voir ci-dessus) ;
- la rue de Nivillers pour rejoindre Tillé et Nivillers en passant devant le calvaire et le Bois de la Motte ;
- la D 931 pour rejoindre Laversines ;
- la D 12 pour rejoindre Rochy-Condé en passant devant le Mont Bourguillemont ;
- la rue du Thérain pour rejoindre le hameau de Villers-sur-Thère commune d'Allonne ou Warluis ;
- la rue de Villers-sur-There pour rejoindre le hameau de Villers-sur-Thère commune d'Allonne ou Beauvais (zone commerciale) : de nombreux Isariens traversent Therdonne et empruntent cette route pour rejoindre le sud de Beauvais et ses différentes ZAC. Désormais il est possible à ces derniers d'emprunter gratuitement la A16 entre les sorties  15 et  14 en demandant un Pass auprès de la Sanef[24] ;
- la rue du Général-de-Gaulle qui rejoint le parc d'activité de la Valine à Beauvais.

La commune est desservie, en 2023, par la ligne 521, des lignes scolaires et le service de transport à la demande Corolis à la demande - Zone Centre du réseau Corolis. Elle est également desservie par les lignes 606, 6138 et 6143 du réseau interurbain de l'Oise.

## Histoire
Les ponts qui enjambent le Thérain ont été autorisés par l'abbé à Renaud de Mello en 1173.
Le pont permettant le passage du Wage a été construit en 1895, auparavant un gué avait été aménagé pour permettre son franchissement, les ponts sur le Thérain ayant été reconstruits en 1873.

## Politique et administration

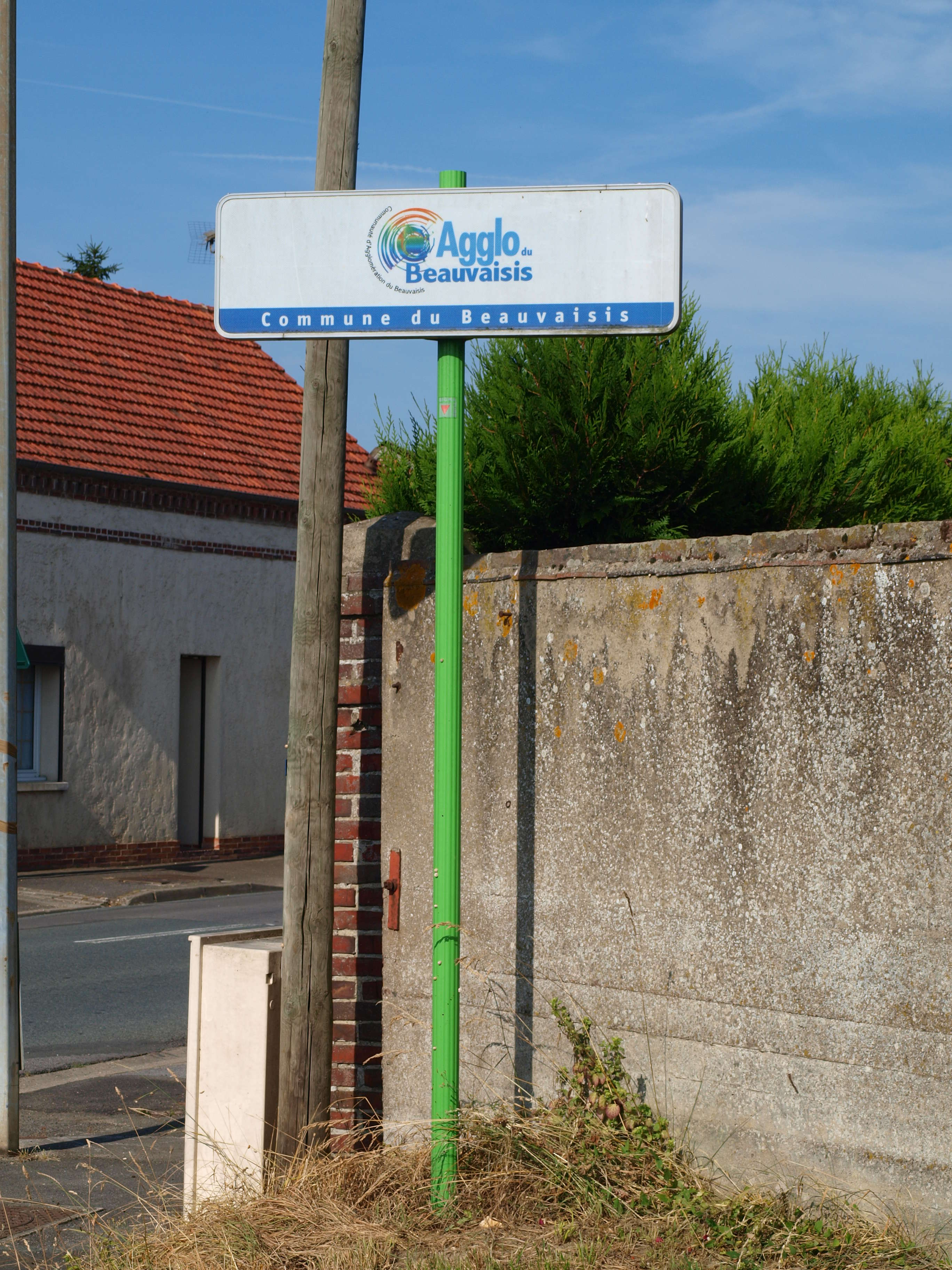

Les habitants de Therdonne sont appelés les Therdonniens.

### Rattachements administratifs et électoraux
La commune se trouve dans l'arrondissement de Beauvais du département de l'Oise. Pour l'élection des députés, elle fait partie depuis 1988 de la première circonscription de l'Oise.
Elle faisait partie depuis 1801 du canton de Nivillers. Dans le cadre du redécoupage cantonal de 2014 en France, la commune est désormais intégrée au canton de Mouy.

### Intercommunalité
Therdonne était membre de la communauté de communes rurales du Beauvaisis, qu'elle a quitté en 2014 pour rejoindre la communauté d'agglomération du Beauvaisis, dont elle fait désormais partie.

### Liste des maires
| Période   | Période                   | Identité               | Étiquette | Qualité |
| --------- | ------------------------- | ---------------------- | --------- | ------- |
| 1790      | 1791                      | Lucien Patard          |           |         |
| 1791      | 1800                      | Charles Acher          |           |         |
| 1800      | 1806                      | Jean-Baptiste Acher    |           |         |
| 1806      | 1822                      | Jacques Lormier (père) |           |         |
| 1822      | 1830                      | Pierre Thiré           |           |         |
| 1830      | 1834                      | Jacques Lormier        |           |         |
| 1834      | 1846                      | Louis Meurine          |           |         |
| 1846      | 1852                      | Désiré Lormier         |           |         |
| 1852      | 1853                      | Dieudonné Meurine      |           |         |
| 1853      | 1856                      | Valentin Coevillet     |           |         |
| 1856      | 1871                      | Désiré Lormier         |           |         |
| 1871      | 1890                      | Désiré Battelier       |           |         |
| 1890      | 1892                      | Joachim Leleux         |           |         |
| 1892      | 1897                      | Adolphe Carpentier     |           |         |
| 1897      | 1935                      | Amédée Langlet         |           |         |
| 1935      | 1944                      | Zéphyr Puissant        |           |         |
| 1944      | 1953                      | Henri Jeanmaire        |           |         |
| 1953      | 1980                      | Roland Massé           |           |         |
| 1980      | 1988                      | Georget Calmus         |           |         |
| mars 1988 | 2008                      | Guy Dumast             |           |         |
| mars 2008 | mai 2020                  | Denis Deslandes        |           |         |
| mai 2020  | En cours (au 26 mai 2020) | Martial Duflot         |           |         |

### Politique de développement durable
La municipalité a envisagé en 2016 d'autoriser l'entreprise locale Chouvet à exploiter une carrière de cailloux et de sable sur 20 hectares de marais communaux pendant 20 ans. Face à la protestation d'habitants et aux conséquences de l'étude d'impact menée par l'entreprise, le projet est abandonné en 2018.

## Population et société

### Démographie

#### Évolution démographique
L'évolution du nombre d'habitants est connue à travers les recensements de la population effectués dans la commune depuis 1793. Pour les communes de moins de 10 000 habitants, une enquête de recensement portant sur toute la population est réalisée tous les cinq ans, les populations de référence des années intermédiaires étant quant à elles estimées par interpolation ou extrapolation. Pour la commune, le premier recensement exhaustif entrant dans le cadre du nouveau dispositif a été réalisé en 2007.

En 2022, la commune comptait 1 175 habitants, en évolution de +11,37 % par rapport à 2016 (Oise : +0,87 %, France hors Mayotte : +2,11 %).
| 1793 | 1800 | 1806 | 1821 | 1831 | 1836 | 1841 | 1846 | 1851 |
| ---- | ---- | ---- | ---- | ---- | ---- | ---- | ---- | ---- |
| 658  | 653  | 679  | 726  | 727  | 703  | 697  | 685  | 643  |

| 1856 | 1861 | 1866 | 1872 | 1876 | 1881 | 1886 | 1891 | 1896 |
| ---- | ---- | ---- | ---- | ---- | ---- | ---- | ---- | ---- |
| 608  | 600  | 594  | 532  | 572  | 530  | 507  | 524  | 543  |

| 1901 | 1906 | 1911 | 1921 | 1926 | 1931 | 1936 | 1946 | 1954 |
| ---- | ---- | ---- | ---- | ---- | ---- | ---- | ---- | ---- |
| 597  | 603  | 612  | 556  | 562  | 586  | 533  | 618  | 669  |

| 1962 | 1968 | 1975 | 1982 | 1990 | 1999 | 2006 | 2007 | 2012 |
| ---- | ---- | ---- | ---- | ---- | ---- | ---- | ---- | ---- |
| 669  | 681  | 730  | 719  | 760  | 802  | 887  | 899  | 965  |

| 2017  | 2022  | - | - | - | - | - | - | - |
| ----- | ----- | - | - | - | - | - | - | - |
| 1 063 | 1 175 | - | - | - | - | - | - | - |

#### Pyramide des âges
La population de la commune est relativement jeune.
En 2018, le taux de personnes d'un âge inférieur à 30 ans s'élève à 38,8 %, soit au-dessus de la moyenne départementale (37,3 %). À l'inverse, le taux de personnes d'âge supérieur à 60 ans est de 20,4 % la même année, alors qu'il est de 22,8 % au niveau départemental.
En 2018, la commune comptait 510 hommes pour 555 femmes, soit un taux de 52,11 % de femmes, légèrement supérieur au taux départemental (51,11 %).
Les pyramides des âges de la commune et du département s'établissent comme suit.
| Hommes | Classe d’âge | Femmes |
| ------ | ------------ | ------ |
| 0,4    | 90 ou +      | 0,4    |
| 4,6    | 75-89 ans    | 6,4    |
| 15,4   | 60-74 ans    | 13,7   |
| 20,3   | 45-59 ans    | 18,9   |
| 20,6   | 30-44 ans    | 21,8   |
| 17,7   | 15-29 ans    | 18,8   |
| 21,0   | 0-14 ans     | 20,2   |

| Hommes | Classe d’âge | Femmes |
| ------ | ------------ | ------ |
| 0,5    | 90 ou +      | 1,4    |
| 5,5    | 75-89 ans    | 7,6    |
| 15,6   | 60-74 ans    | 16,3   |
| 20,8   | 45-59 ans    | 20     |
| 19,4   | 30-44 ans    | 19,4   |
| 17,6   | 15-29 ans    | 16,2   |
| 20,6   | 0-14 ans     | 19,1   |

### Autres équipements
Le village s'est doté d'une agence postale communale.

## Culture locale et patrimoine

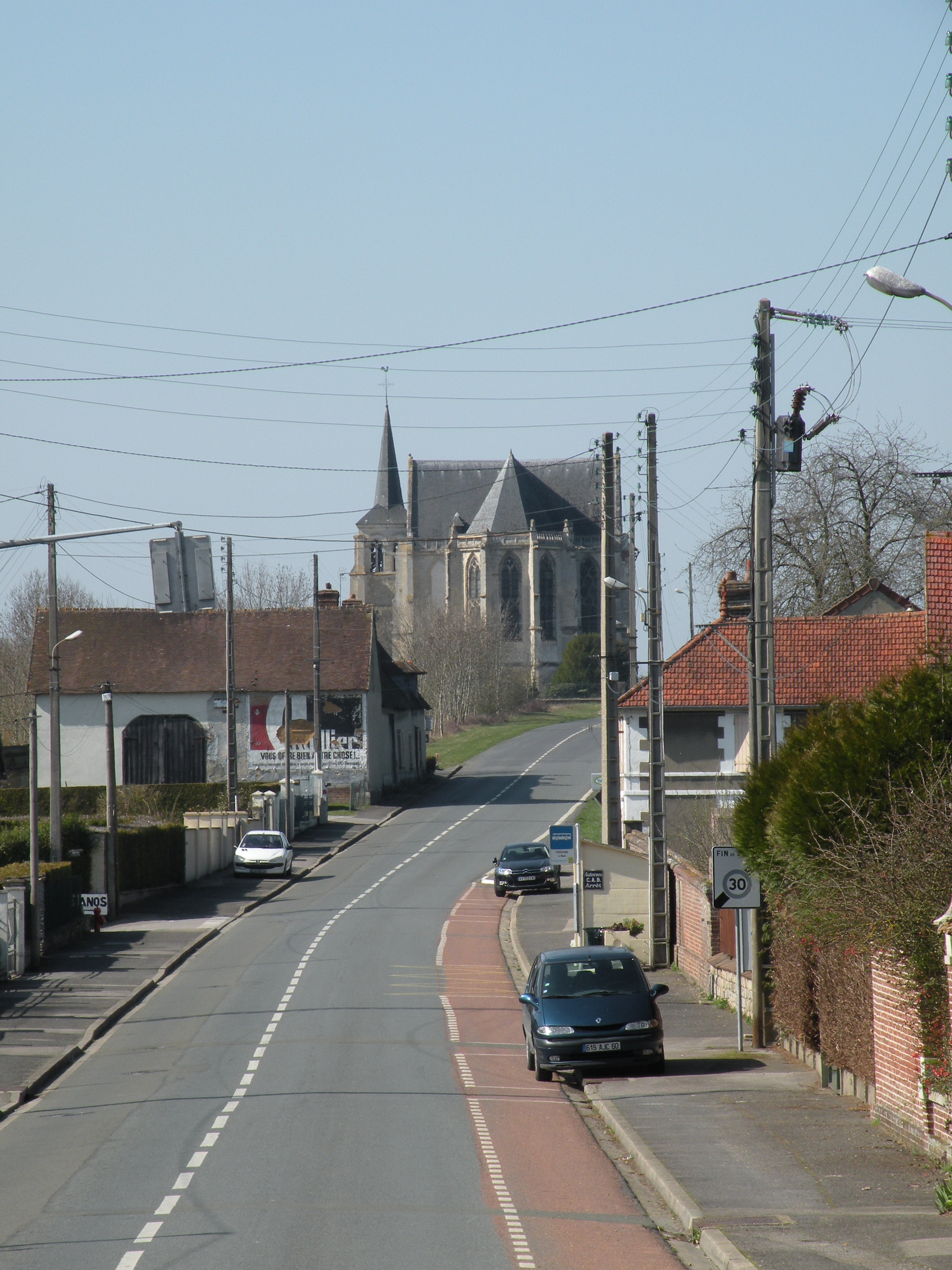
L'église vue depuis la mairie.

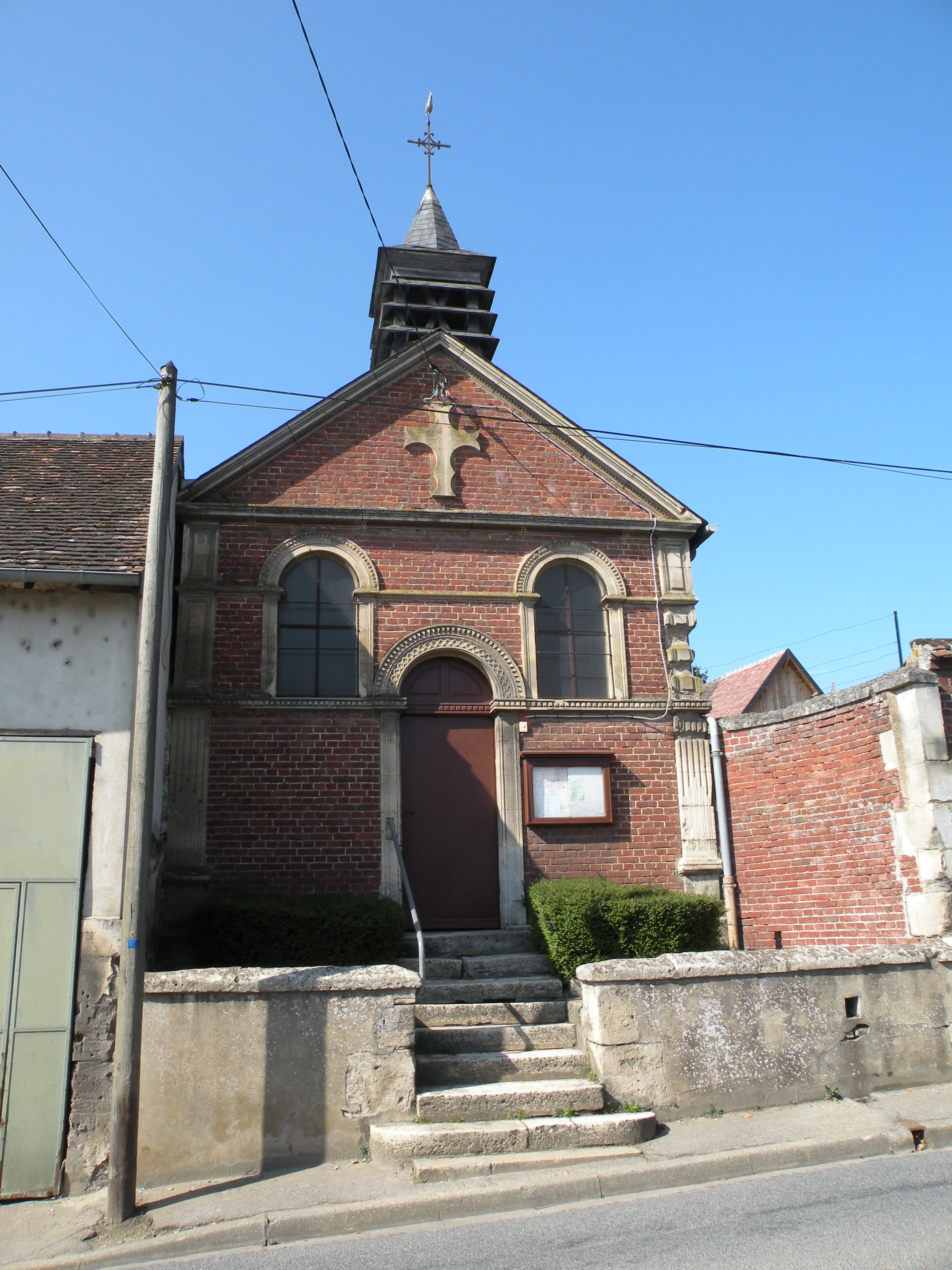
Chapelle de Secours.

### Lieux et monuments
Therdonne compte un monument historique sur son territoire :
- Église Saint-Ouen, rue du Général-de-Gaulle (classée monument historique en 1913[44])[45] 
Elle est totalement isolée des habitations. Sa vaste nef unique, maintes fois réparée, remonte en partie au XIe siècle, comme le donne à penser son appareil de petits moellons cubiques récupérés d'édifices gallo-romains démantelés. Son transept et son chœur, composé d'une travée droite et d'une abside à cinq pans, est de style gothique flamboyant, et date du premier quart du XVIe siècle. 
Au niveau de l'ancien diocèse de Beauvais, cet ensemble d'une exécution soignée représente l'une des réalisations flamboyantes les plus remarquables dans le milieu rural. La consécration des deux chapelles dans les croisillons n'est intervenue que tardivement, en 1556. Le clocher, implanté au sud de la nef, près du croisillon sud, n'a été bâti qu'entre 1674 et 1676, et remplace un clocher roman victime d'intempéries, dont il imite le style. Le portail est de style classique[46].

On peut également signaler :
- La chapelle de Secours, au centre du village, construite et offerte par le père Delamarre.
- Traces du château de Barbanson dans le marais.
- Redoute mérovingienne dans le bois de la Motte.
- Croix et calvaires.
- Monument aux morts.

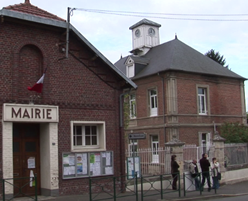
L'ancienne mairie.
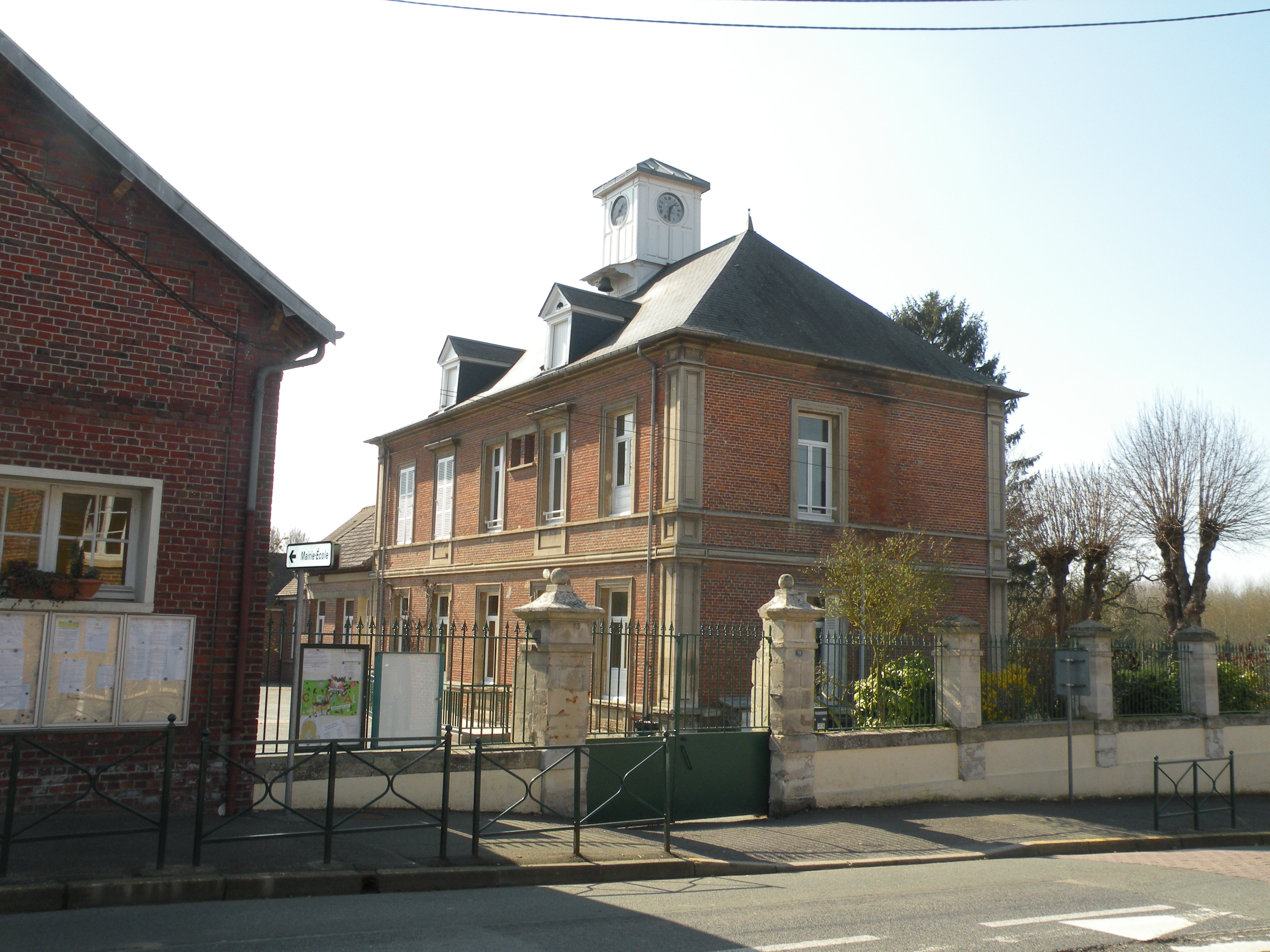
L'école en 2011.
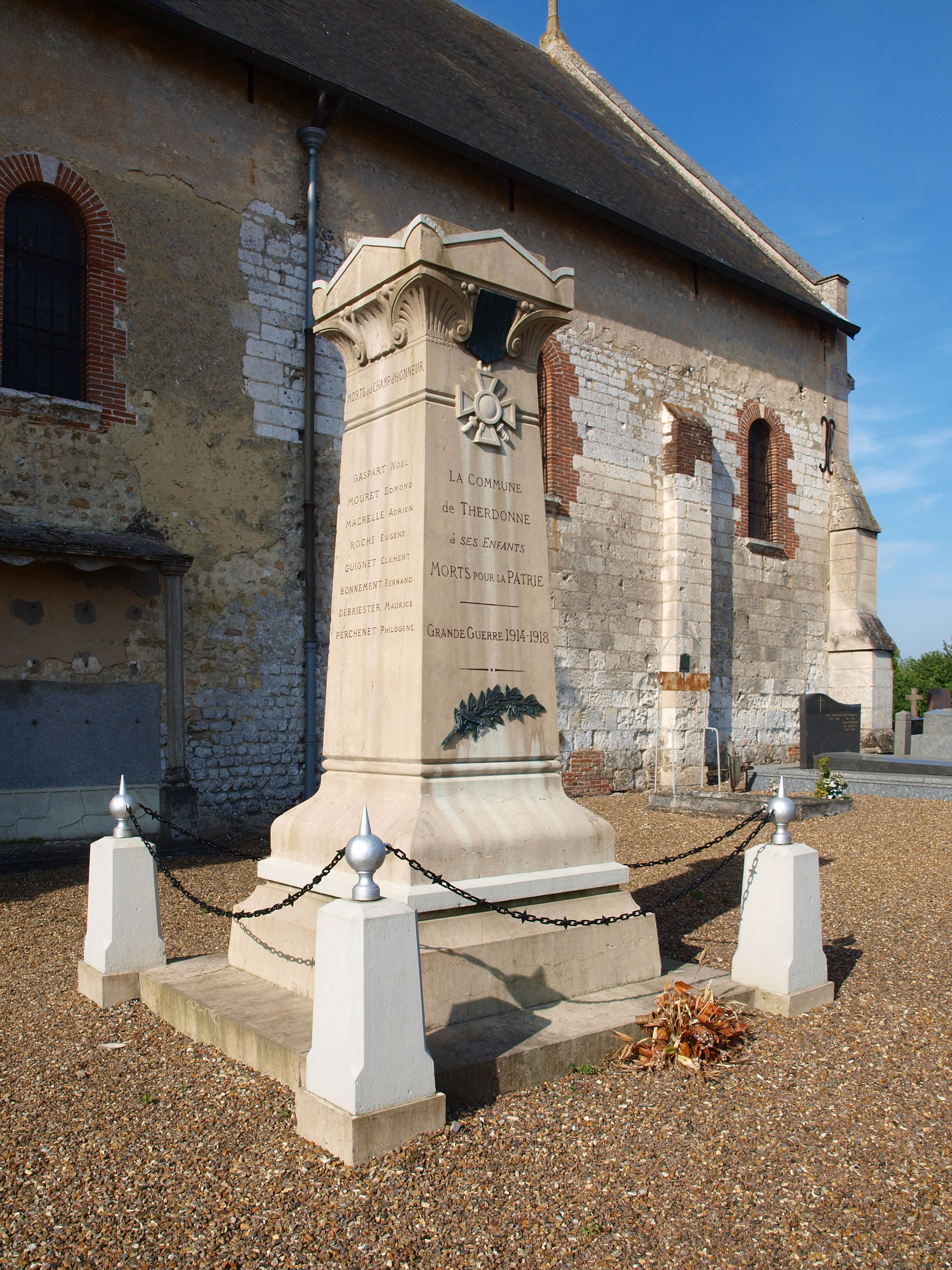
Le monument aux morts.
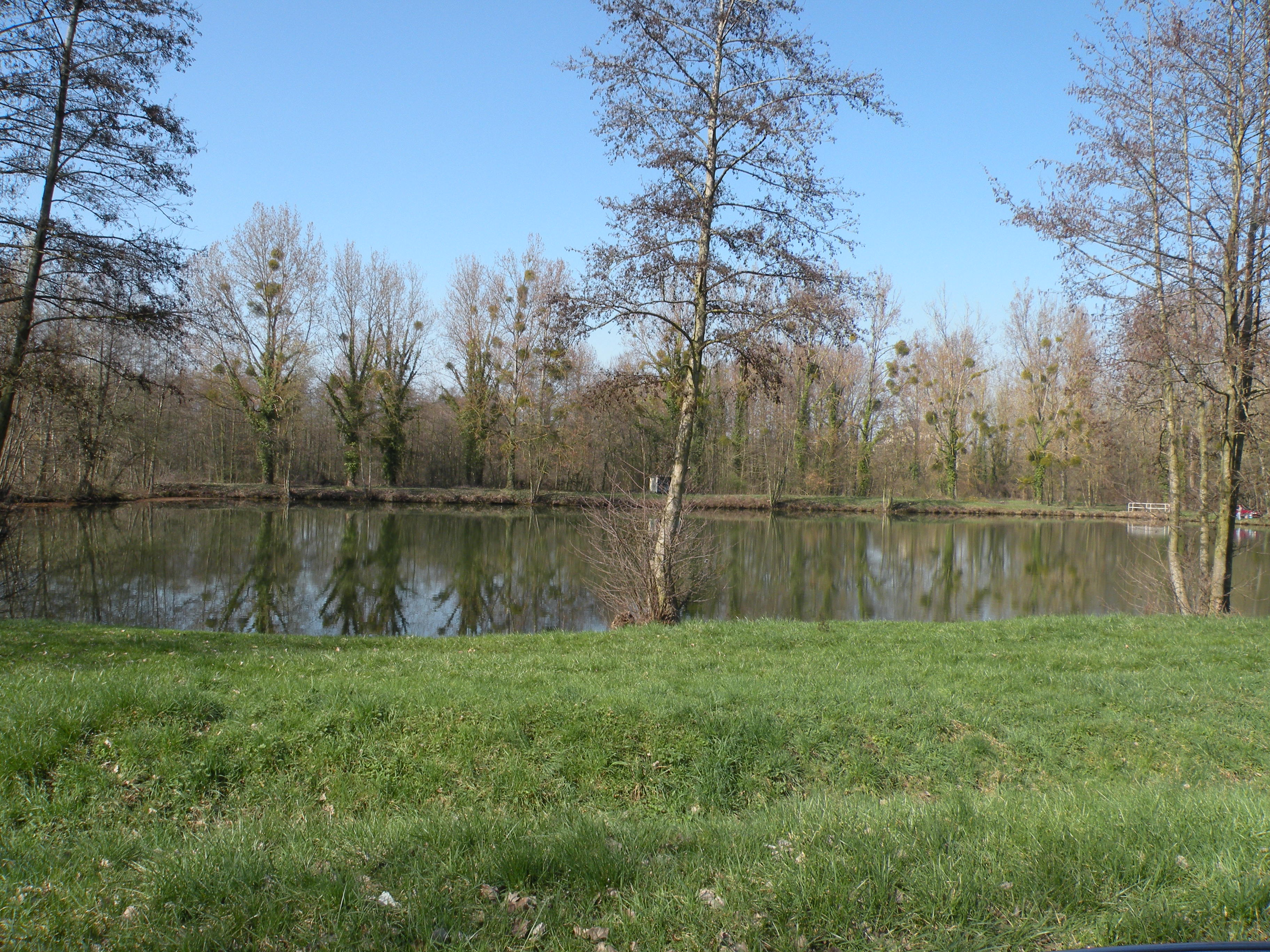
L'étang de Therdonne.

### Personnalités liées à la commune

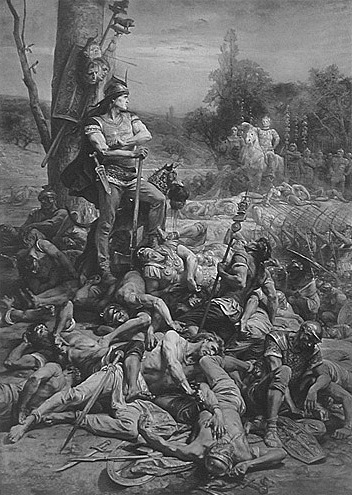
Défaite de Corréus, gravure par Cottin d'après le tableau disparu de Diogène Maillart, XIXe siècle.

- Corréos (? - -51), chef des Bellovaques, serait décédé au pied du Mont Bourguillemont[22].
- Jacques Cambry (1749-1807), premier préfet de l'Oise, acquit un terrain et y installa un belvédère[22].
- René Marquis de Belleval (1837-1900), écrivain du XIXe siècle, écrivit notamment le roman Le crime de Therdonne, Éditions Charles, Paris 1896. Également sous-préfet, et journaliste, Il fut un généalogiste réputé passionné par l'histoire du Pays de Ponthieu[47].
- Georges Truptil
- Philéas Lebesgue (1869-1958), écrivain, essayiste, une dédicace est exposée dans la mairie[29].
- Charles de Gaulle (1890-1970), 18e président de la République française, visita la commune lors de son 21e déplacement en province le 14 juin 1964[48],[29].